# Lepidochrysops praeterita
The Highveld Blue (Lepidochrysops praeterita) là một loài bướm ngày thuộc họ Bướm xanh. Nó được tìm thấy ở Nam Phi, from Potchefstroom in the North West Province to Walkerville in Gauteng và Sasolburg in the Orange Free State.
Sải cánh dài 36–42 mm đối với con đực và 38–44 mm đối với con cái. Con trưởng thành bay từ đầu tháng 9 đến tháng 11. Có một lứa một năm.
Ấu trùng ăn Becium grandiflorum.